# 24 janvier 1929
Le jeudi 24 janvier 1929 est le 24e jour de l'année 1929.

## Naissances
- Benjamin Dolingher (mort le 26 juin 2015), écrivain, dramaturge et poète vaudois
- Clément Kubacki, footballeur français
- Jacques Réda, écrivain français

## Décès
- Jacques Bouhy (né le 18 juin 1848), bartyton belge
- Wilfred Baddeley (né le 11 janvier 1872), joueur de tennis britannique

## Événements
- Publication du roman Les Sept Cadrans d'Agatha Christie